# ロバート・ユーリック
ロバート・ユーリック（Robert Urich、1946年12月19日 - 2002年4月16日）は、アメリカ合衆国オハイオ州生まれの俳優。滑膜肉腫のため55歳で亡くなった。

## 来歴
オハイオ州トロントに生まれる。フットボールの奨学金でフロリダ州立大学に入学し、通信学の学位を得る。後にミシガン州立大学で放送の研究と経営の修士号を得る。しばらくラジオの営業などをしていたが、バート・レイノルズの援助で役をもらい舞台を踏む。その後テレビにも出演するようになり、1978年から始まった『ベガス』で主役のダン・タナー探偵を演じ、同番組は1981年まで続いてユーリックの代表作となった。1992年には、"U-Boats: Terror on Our Shores" のナレーションでエミー賞を受賞した。
1996年、ユーリックは滑膜肉腫であることを公表した。その後、ユーリックは妻と肉腫研究の基金を設け、クイズ番組『フー・ウォンツ・トゥ・ビー・ア・ミリオネア』に出演すると、獲得賞金12万5千ドルを自分が治療を受けるミシガン大学総合癌センターの基金に寄付した。しかし、本人は治療の甲斐なく、カリフォルニア州サザンオークスで死去した。

### 私生活
1974年に女優のヘザー・メンジースと結婚し、3人の子供に恵まれた。

## 主な出演作品

### 映画
| 公開年 | 邦題 原題                                                               | 役名                   | 備考       |
| ------ | ----------------------------------------------------------------------- | ---------------------- | ---------- |
| 1973   | ダーティハリー2 Magnum Force                                            | マイク・グライムズ     |            |
| 1974   | 殺人ブルドーザー Killdozer                                              | マック                 | テレビ映画 |
| 1978   | ポールとマニー・もうひとつの青春 Leave Yesterday Behind                 | デヴィッド             | テレビ映画 |
| 1981   | キリング・バレー Killing at Hell's Gate                                 | チャールズ・デューク   | テレビ映画 |
| 1982   | 真夜中の極秘実験 Endangered Species                                     | ルーベン・キャッスル   |            |
| 1983   | プリンセス・デージー Princess Daisy                                     | パトリック・シャノン   | テレビ映画 |
| 1984   | スペース・パイレーツ The Ice Pirates                                    | ジェイソン             |            |
| 1984   | ジェシカ/超次元からの侵略 Invitation to Hell                            | マット・ウィンスロー   | テレビ映画 |
| 1985   | ターク182 Turk 182                                                      | テリー・リンチ         |            |
| 1986   | 新・手錠のままの脱獄 The Defiant Ones                                   | ジョーカー             | テレビ映画 |
| 1989   | 女囚特捜班サマンサ She Knows Too Much                                   | ハリー                 | テレビ映画 |
| 1989   | 夜ごとの殺人 Murder by Night                                            | アラン・ストロング     | テレビ映画 |
| 1989   | ミッドナイト・スナイパー/人妻が目撃した死体なき殺人 Night Walk          | サイモン               | テレビ映画 |
| 1991   | 幼女誘拐〜残された人形 ...And Then She Was Gone                         | ジェイク               | テレビ映画 |
| 1992   | ミラクル・ファミリー/奇跡の750マイル Survive the Savage Sea             | ジャック・カーペンター | テレビ映画 |
| 1992   | 闇の中の殺人 Blind Man's Bluff                                          | トマス・ブッカー       | テレビ映画 |
| 1992   | リボルバー/復讐の銃 Revolver                                            | ニック                 | テレビ映画 |
| 1993   | デッドリー・ファーザー Deadly Relations                                 | レオナルド             | テレビ映画 |
| 1993   | 私立探偵スペンサー/儀式 Spenser: Ceremony                               | スペンサー             | テレビ映画 |
| 1993   | 私立探偵スペンサー/蒼ざめた王たち Spenser: Pale Kings and Princes       | スペンサー             | テレビ映画 |
| 1996   | ペンシルバニア通りの天使たち The Angel of Pennsylvania Avenue           | アンガス               | テレビ映画 |
| 1997   | エア・パニック50,000ft.(フィート) Final Descent                         | グレン                 | テレビ映画 |
| 1999   | グランド・パニック90sec(セカンズ) Final Run                             | グレン                 | テレビ映画 |
| 2002   | 地獄のヒーロー グラウンド・ゼロ The President's Man: A Line in the Sand | アダム・メイフィールド | テレビ映画 |

### テレビシリーズ
| 放映年    | 邦題 原題                                 | 役名                       | 備考                                   |
| --------- | ----------------------------------------- | -------------------------- | -------------------------------------- |
| 1973      | Bob & Carol & Ted & Alice                 | ボブ・サンダース           | 12エピソード                           |
| 1975-1976 | 特別狙撃隊S.W.A.T. S.W.A.T.               | ジム・ストリート           | 37エピソード                           |
| 1977      | ソープ Soap                               | ピーター・キャンベル       | 7エピソード                            |
| 1977-1978 | タバサ Tabitha                            | ポール・サーストン         | 12エピソード                           |
| 1978      | チャーリーズ・エンジェル Charlie's Angels | ダン・タナー               | エピソード『エンジェル・イン・ベガス』 |
| 1978-1981 | ベガス Vega$                              | ダン・タナー               | 69エピソード                           |
| 1982-1983 | Gavilan                                   | ロバート・ガヴィラン       | 7エピソード                            |
| 1984      | ミストラルの娘 Mistral's Daughter         | ジェイソン・ダーシー       | ミニシリーズ                           |
| 1985-1988 | 私立探偵スペンサー Spenser: For Hire      | スペンサー                 | 65エピソード                           |
| 1987      | アメリカ Amerika                          | ピーター・ブラッドフォード | ミニシリーズ                           |
| 1989      | ロンサム・ダブ Lonesome Dove              | ジェイク                   | ミニシリーズ                           |
| 1990-1991 | American Dreamer                          | トム・ナッシュ             | 17エピソード                           |
| 1992-1993 | Crossroads                                | ジョニー・ホーキンス       | 9エピソード                            |
| 1993      | It Had to Be You                          | ミッチ・クイン             | 6エピソード                            |
| 1996      | The Lazarus Man                           | ラザラス                   | 20エピソード                           |
| 1998      | Love Boat: The Next Wave                  | ジム・ケネディ3世          | 8エピソード                            |
| 2000      | Emeril                                    | ジェリー                   | 10エピソード                           |

## 参照
1. 1 2 3 4 5 6 7 8  “Robert Urich, Star of TV Detective Series, Dies at 55” (英語). ニューヨーク・タイムズ. (2002年4月17日) 2009年7月2日閲覧。
2. 1 2 3 4 5 6 7 8 9 10  “Actor Robert Urich dead at 55” (英語). CNN.com. (2002年4月16日) 2009年7月2日閲覧。
3. 1 2  Bianco, Robert (2002年4月16日). “Actor Robert Urich dies from cancer at age 55” (英語). USAトゥデイ 2009年7月2日閲覧。